# Megás Váltos
Megás Váltos (Megalos Valtos, Megas Valtos) är en ort i Grekland.   Den ligger i prefekturen Nomós Korinthías och regionen Peloponnesos, i den sydöstra delen av landet, 90 km väster om huvudstaden Aten. Megás Váltos ligger 562 meter över havet och antalet invånare är 335.
Terrängen runt Megás Váltos är lite bergig. Runt Megás Váltos är det ganska tätbefolkat, med 96 invånare per kvadratkilometer. Närmaste större samhälle är Kiáto, 9,0 km öster om Megás Váltos. 